# Marlborough Sounds
Marlborough Sounds è il nome di un'area situata nella parte settentrionale dell'Isola del Sud in Nuova Zelanda.
Comprende quattro sound principali e le loro estese ramificazioni: Queen Charlotte Sound, Kenepuru Sound, Pelorus Sound e il Mahau Sound.
La regione comprende un'area di circa 4000 km2 tra la Tasman Bay ad occidente e la Cloudy Bay a sud-est. La costa estremamente frastagliata di questa regione costituisce circa un quinto dell'intero sviluppo costiero della Nuova Zelanda